# Keizersgracht 554
Keizersgracht 554 te Amsterdam is een gebouw aan de Keizersgracht in Amsterdam-Centrum. Het gebouw werd op 17 juni 1970 opgenomen in het monumentenregister onder de vermelding: pand met klokgevel (ook wel ingezwenkte halsgevel) uit de tweede helft van de 17e eeuw.  

## Geschiedenis
Het gebouw stamt uit 1693 en werd ontworpen/gebouwd door Jan Barm (meester-timmerman) en Abraham Domburg (meester-metselaar). Het gebouw werd reeds in de 18e eeuw vastgelegd in het Grachtenboek. Op de tekening is een doorsnee grachtenpand te zien grotendeels opgetrokken in baksteen. Er is een souterrain, een beletage met hoekse trap, een woonetage, twee opslagverdiepingen met daarboven de klokgevel waarin een luik en hijsbalk zijn verwerkt. Op de gepleisterde randen van de klokgevel bevinden zich ornamenten. Het geheel wordt afgesloten met een gebogen fronton. Het was als het ware een spiegelbeeld van Keizersgracht 556, door dezelfde heren ontworpen en/of gebouwd, ook in 1970 opgenomen in het monumentenregister. 
Het gebouw ziet er in de 21e eeuw anders uit. Het is dan enigszins verzakt. Het souterrain en de trap naar en beletage zijn verdwenen. Dit is vermoedelijk het gevolg van verbouwingen die onder meer rond 1900 zijn verricht. De klokgevel met luik en hijsbalk is ongewijzigd, maar wordt dan afgesloten met een driehoekig fronton, ook al rond 1875 te zien op een foto van Andries Jager. De twee opslagetages daaronder zijn opgeofferd ten behoeve van bewoning, maar hebben nog wel steeds hetzelfde uiterlijk. De verandering zit hem in de ondergevel. Souterrain en beletage zijn zodanig verbouwd dat er sprake is van twee “gewone verdiepingen”. De entree is gesitueerd op maaiveldniveau. Die gehele ondergevel, dan van natuursteen, kreeg een heel andere bouwstijl mee dat het bovendeel van het gebouw of zelfs van de omringende panden. De onderpui heeft tekenen van de art nouveau, de bouwstijl die heerste (maar beperkt gebruikt werd) van circa 1895 tot circa 1910. Nieuw detail is ook het Frans balkonnetje.
Over architect A.Jacot werd in 1916 vermeld, dat een van de eerste opdrachten van hem en compagnon Willem Oldewelt een verbouwing van Keizersgracht 554 was. Zij zou uitgevoerd zijn in opdracht van tandarts Rogmans. Een bestektekening uit 1899 laat echter de naam A.C. Boerma zien. Het is (nog) niet met zekerheid te zeggen welke architect verantwoordelijk is voor die verbouwing, maar Jacot ontwierp in de stijl art nouveau.